# Julius Jacob von Haynau
Julius Haynau, avstrijski general, * 14. oktober 1786, † 14. marec 1853.